# 沖永優子
沖永 優子（おきなが ゆうこ、1976年1月31日 - ）は、主に山口県で活動しているローカルタレント。ニックネームはおっきー。

## 経歴
山口県大島郡周防大島町出身。山口県立柳井高等学校、広島文化女子短期大学卒業。広島文化学園教務員を経て、1999年にエフエム山口「S@DE Communication」でラジオパーソナリティとしてデビュー。FM山口の複数の番組でのメインパーソナリティを経て現在は主にテレビ山口の番組に出演している。山口ロコスタである。

## 出演作品

### テレビ番組
- 週末ちぐまや家族（テレビ山口、2005年4月 - ）
- ちぐスマ!（テレビ山口、2017年9月 - 2020年4月）- 火・金メインMC
- GYAO!　千鳥のロコスタ

### ラジオ番組
- Pure Morning（エフエム山口）

### CM
- ローソン
- 下関大丸
- ソニー損保

以上2つは週末ちぐまや家族で放送されているもの。ちなみに上記2社は番組のスポンサーではない。
- トヨタカローラ山口
- Kracie naive（ナイーブ）TYS放送版